# Jazz from Hell
Jazz from Hell instrumentalni je album američkog glazbenika Frank Zappe, koji izlazi u studenom 1986.g. Sve kompozicije na albumu osim "St. Etienne." snima Zappa na synclavieru.
U skladbi "While You Were Art II" Zappa na synclavieru izvodi svoju improvizaciju sola na gitari koja je snimljena na albumu Shut Up 'n Play Yer Guitar u pjesmi "While You Were Art". Jazz from Hell izlazi kao dodatak Europskom izdanju CD-a Zappinog albuma Meets the Mothers of Prevention. S ovim albumom 1988. na dodjeli nagrada Grammy Awardsa pobjeđuje u kategoriji najbolja instrumentalna rock izvedba.

## Popis pjesama
Sve pjesme je aranžirao i napisao Frank Zappa.
1. "Night School" – 4:47
2. "The Beltway Bandits" – 3:25
3. "While You Were Art II" – 7:17
4. "Jazz from Hell" – 2:58
5. "G-Spot Tornado" – 3:17
6. "Damp Ankles" – 3:45
7. "St. Etienne" – 6:26
8. "Massaggio Galore" – 2:31

## Izvođači
- Frank Zappa – Prva gitara, Synclavier
- Steve Vai – Ritam gitara, Gitara
- Ray White – Ritam gitara, Gitara
- Tommy Mars – Klavijature
- Bobby Martin – Klavijature
- Ed Mann – Udaraljke
- Scott Thunes – Bas gitara
- Chad Wackerman – Bubnjevi
- Bob Rice – Asistent na računalu
- Bob Stone – Projekcija
- Greg Gorman – Slika omota albuma